# 克里米亞共和國
克里米亚共和国（俄語：Республика Крым），是事实上的俄罗斯联邦主体，其管辖地域包括克里米亞半島（不含塞瓦斯托波尔），首都是辛菲罗波尔，前身为乌克兰的克里米亚自治共和国。2014年乌克兰迈丹革命后，其议会宣布脱离乌克兰并在一场有争议的公投后以95%支持率并入俄罗斯。大多数国家不承认该公投合并行为，依然将克里米亚视为乌克兰领土。
2014年2月27日，沒有徽章的俄羅斯蒙面部隊佔領了克里米亞最高議會，並奪下其全境的戰略重地。随后成立的亲俄阿克肖諾夫政府高票通过克里米亞獨立宣言，并舉行了一場有爭議的公投申请加入俄罗斯联邦，莫斯科方面批准相关的条约草案后，克里米亚作为一个共和国被编入克里米亚联邦管区（後被合併到南部聯邦管區）。联合国大会通过第68/262號决议，指出该“全民投票”无效，并申明“乌克兰在其国际公认边界内的领土完整”；乌克兰等国也谴责俄罗斯兼并克里米亚，并认为此举违反了国际法和俄罗斯签署的维护乌克兰领土完整的协议，如1994年《布达佩斯备忘录》及1997年《乌克兰和俄罗斯联邦友好合作伙伴关系条约》等。

## 歷史
苏联成立后，克里米亚原属于俄罗斯苏维埃社会主义联邦共和国管辖。1921年10月18日，苏联批准克里米亚成立克里米亚苏维埃社会主义自治共和国，当时隶属于俄罗斯苏维埃联邦社会主义共和国。1945年6月30日降格为克里米亚州。
1954年2月19日，苏联最高苏维埃主席团决议为纪念乌克兰成為苏联加盟共和国三十五年，将克里米亚由俄罗斯苏维埃社会主义联邦共和国划归乌克兰苏维埃社会主义共和国，当时的苏共中央第一书记是赫鲁晓夫。
1991年苏联解体后，克里米亞半岛成为乌克兰的一部份。许多半岛居民对此不满。岛上还驻有俄羅斯海軍的黑海舰队，当时情况相当紧张，有爆發战争的可能。乌克兰极端民族主义势力在选举中失利后，情况开始减缓。1992年5月5日克里米亞半岛宣布独立，後來在俄罗斯的調解下决定成为乌克兰的自治共和国。随后成立了克里米亚自治共和国。俄罗斯租借塞瓦斯托波尔军港的部份作为黑海舰队的基地。

### 2014年俄罗斯联邦兼并克里米亚
2014年2月，在2014年乌克兰革命推翻乌克兰总统亚努科维奇之后，俄罗斯领导人普京称“我们一定要开始设法让克里米亚回归俄罗斯。”2月27日，没有徽章的俄罗斯蒙面部队佔領了克里米亞最高議會，並奪下克里米亞全境的戰略重地，使克里米亚在数周内就被俄罗斯有效控制。
为在政治上促进兼并，3月6日，由俄罗斯支持的克里米亞最高議會通過加入俄羅斯的提案，3月16日將就此舉行公投。此举违反乌克兰宪法，依照烏克蘭憲法，任何國界或領土改變必須經由全國性（而非地區性）投票。。公投的选项有两者：克里米亚加入成为俄罗斯联邦，或恢复1992年宪法并留在乌克兰。公投没有维持现状的选项。
2014年3月11日，克里米亞自治共和国議會發布聲明，議會81位出席議員有78人投下贊成票，通過「宣告克里米亞自治共和國和塞瓦斯托波尔市獨立」。此举被指可使俄罗斯声称其没有从乌克兰吞并克里米亚，而是克里米亚共和国行使其主权，寻求与俄罗斯合并。
2014年3月16日，克里米亚归属公投结果以96.77%赞成的得票率获得通过，克里米亚自治共和国正式宣布与塞瓦斯托波尔市一起脱离乌克兰，成立克里米亚共和国，并准备加入俄罗斯联邦。此公投没有得到国际社会的普遍承认，报告的结果也受到许多独立观察员的质疑。英国广播公司（BBC）报道称，受访的大多数克里米亚鞑靼人都抵制投票。联合国的报告批评了公投的情况，特别是准军事人员、自卫团体和身份不明的士兵的存在。欧盟、加拿大、日本和美国谴责投票为非法。
2014年3月18日，克里米亚共和国与俄罗斯签署条约，根据该条约，克里米亚加入俄罗斯，成为俄罗斯联邦的一部分，并于21日被编入克里米亚联邦管区，至此兼并的政治进程正式结束。

国际社会对俄罗斯兼并克里米亚的反应
----
俄罗斯
承認俄羅斯的利益
支持俄罗斯的行动及/或谴责烏克蘭臨時政府
支持和平解决冲突
支持烏克蘭領土完整
譴責俄羅斯行動
譴責俄羅斯行動是军事干预或入侵
乌克兰

克里米亚地位的改变只得到少数国家的承认，大多数国家拒绝承认并谴责此举为非法。乌克兰拒绝接受兼并，但乌克兰军队于3月19日开始从克里米亚撤出，到3月26日，俄罗斯已经获得了对克里米亚的完全军事控制，兼并基本完成。

## 政治

### 国家元首
2014年3月17日，克里米亚自治共和国和塞瓦斯托波尔市宣布脱离乌克兰，成立克里米亚共和国。原克里米亚自治共和国总统弗拉基米尔·康斯坦丁诺夫成为新成立的克里米亚共和国的首任总统。2014年，为配合《俄罗斯联邦宪法》相关规定，总统改称首脑，謝爾蓋·阿克肖諾夫出任首任克里米亞共和國首腦。

### 立法部门
克里米亚共和国的国家议会是克里米亚国家议会。現任克里米亞國家議會主席是弗拉基米尔·康斯坦丁诺夫。

### 行政部门
克里米亚共和國的行政部門是克里米亚共和国部长会议，现任部长会议主席为謝爾蓋·阿克肖諾夫。
| 行政机构职称         | 就职日期          | 姓名                    | 任命者           | 任命者领导人   |
| 行政长官             | 行政长官          | 行政长官                | 行政长官         | 行政长官       |
| -------------------- | ----------------- | ----------------------- | ---------------- | -------------- |
| 克里米亚首脑         | 2014年10月9日就任 | 谢尔盖·阿克肖诺夫       | 克里米亚国家议会 | 俄罗斯联邦总统 |
| 政府首脑             |                   |                         |                  |                |
| 克里米亚总理         | 2019年9月20日就任 | 尤里·哥察努克           | 克里米亚首脑     | 俄罗斯联邦总统 |
| 立法首脑             |                   |                         |                  |                |
| 克里米亚国家议会主席 | 2014年3月17日就任 | 弗拉基米尔·康斯坦丁诺夫 | 克里米亚国家议会 | 俄罗斯联邦总统 |

## 人口

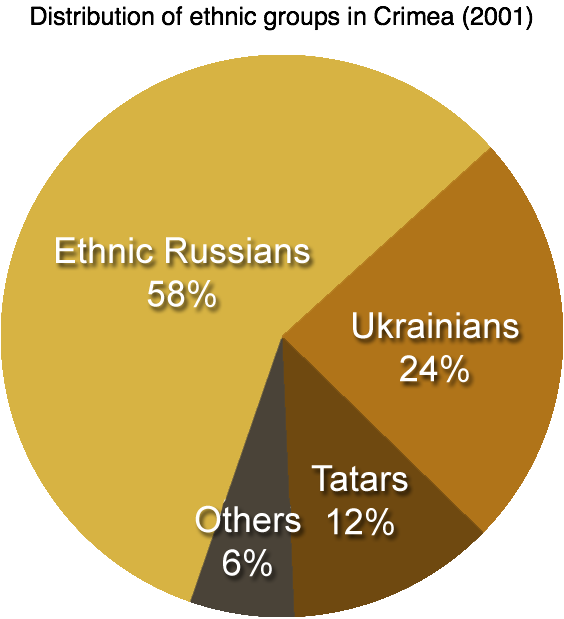
2001年克里米亞俄罗斯人（58%）、乌克兰人（24%）、克里米亞鞑靼人（12%）及其他（6%）所佔百分比。

克里米亞共和國境内存在多个民族，其中占半数以上的是俄罗斯人，其次是乌克兰人和克里米亞鞑靼人。根據克里米亞共和國建国前的2001年烏克蘭人口普查的結果，克里米亞總人口數為2,033,700。全部人口中民族构成为：俄羅斯人58.32%，乌克兰人24.32%，克里米亞韃靼人12.10%，白俄罗斯人1.44%，鞑靼人0.54%，亚美尼亚人0.43％，犹太人0.22%，意大利人0.015%。

## 語言
克里米亞共和國的主要语言是俄語、烏克蘭語和克里米亞韃靼語。大多数克里米亞居民和政府的業務工作使用的皆为俄語。只有少数人使用烏克蘭語或克里米亞韃靼語，包括许多当地的乌克兰人亦使用俄语。2001年的人口普查提到，77%的克里米亞居民表示俄語為他們的母語，11.4%為克里米亞韃靼語，10.1%為烏克蘭語。

## 行政區劃
克里米亞共和國和先前的克里米亚自治共和国一样分為25個行政区域：14個「區」（район）和11個市议会（或簡稱）。塞瓦斯托波爾尽管位於克里米亞半島，但在行政上獨立於克里米亞共和国，是俄罗斯三個联邦直轄市之一。

### 區
1. 巴赫奇萨赖区
2. 别洛戈尔斯克区
3. 占科伊区
4. 基洛夫斯基區
5. 赤衛軍村區
6. 克拉斯诺彼列科普斯克区
7. 列宁诺区
8. 下戈爾斯基區
9. 五一村区
10. 拉兹多利诺耶区
11. 萨基區
12. 辛菲羅波爾區
13. 蘇維埃茨基區
14. 黑海村區

### 市议会
15. 阿盧什塔
16. 亞美尼亞斯克
17. 占科伊
18. 叶夫帕托里亚
19. 刻赤
20. 克拉斯諾彼列科普斯克
21. 萨基
22. 辛菲羅波爾
23. 苏达克
24. 费奥多西亚
25. 雅爾塔

### 主要城市
- 辛菲羅波爾：行政中心
- 刻赤：重要的工業、運輸與旅遊中心
- 費奧多西亞：港口與度假城市
- 雅爾塔：克里米亞最重要的觀光勝地之一